# Краун-Хайтс
Кра́ун-Хайтс (англ. Crown Heights) — район в центральной части боро Бруклин, Нью-Йорк. На севере Краун-Хайтс ограничен улицей Атлантик-авеню и районом Бедфорд — Стайвесант, на востоке — районом Браунсвилл, на юге — районами Ист-Флэтбуш и Проспект-Леффертс-Гарденс, на западе — районом Проспект-Хайтс.

## История
До прихода европейцев на территории района проживали индейцы делавары. В 1662 году голландцы основали здесь небольшое поселение. Спустя два года голландская колония перешла под контроль англичан, и поселение получило название Нью-Бедфорд. На момент Американской революции поселение носило название Бедфорд-Корнерс и представляло собой небольшую деревню, находившуюся на пересечении оживлённых дорог. У неё проходили ключевые события битвы за Лонг-Айленд.
В 1838 году в восточной части нынешнего района свободные негры основали поселение Виксвилл (англ. Weeksville). Примерно в то же время ими неподалёку было основано другое поселение — Карвилл (англ. Carrville), также являющееся теперь частью Краун-Хайтс.
В 1850-х годах область начала активно застраиваться. К тому времени она носила название Кроу-Хилл (англ. Crow Hill). По одной версии, оно произошло от большого числа проживавших в ней негров, по другой — от множества воронов, обитавших на местном холме. В 1874 году через район была проведена крупная магистраль Истерн-Паркуэй. В начале XX века вдоль неё была проложена линия метро.
В 1916 году район получил своё нынешнее название по проложенной в нём улице Краун-стрит. Примерно в то же время в нём начали селиться приезжие из стран Карибского бассейна. В 1920-е годы к ним прибавились выходцы из Скандинавии, Германии, ирландцы и итальянцы.
После Второй мировой войны ирландцы и итальянцы начали покидать Краун-Хайтс. Численность же афроамериканцев, любавичских хасидов и уроженцев Вест-Индии продолжала увеличиваться.
К 1960-м годам Краун-Хайтс пришёл в упадок. Тогда же в районе начали возникать первые расовые конфликты. Апогея они достигли в августе 1991 года, когда автомобильная авария с участием местных хасидов и афроамериканцев привела к трёхдневным беспорядкам. Отдельные конфликты, хотя и в меньшей степени, продолжали происходить в Краун-Хайтс по крайней мере до конца 2000-х годов.
Начиная с 1970-х годов городские власти принимают меры по ревитализации района, в особенности его северной части.

## Население
По данным на 2011 год, численность населения района составляла 79 036 жителей. Средняя плотность населения составляла около 21 536 чел./км², что примерно в 1,6 раз выше средней плотности населения по Бруклину. Бо́льшая часть населения представлена афроамериканцами. Средний доход на домашнее хозяйство был ниже среднего показателя по городу примерно в 1,5 раза: $37 687.

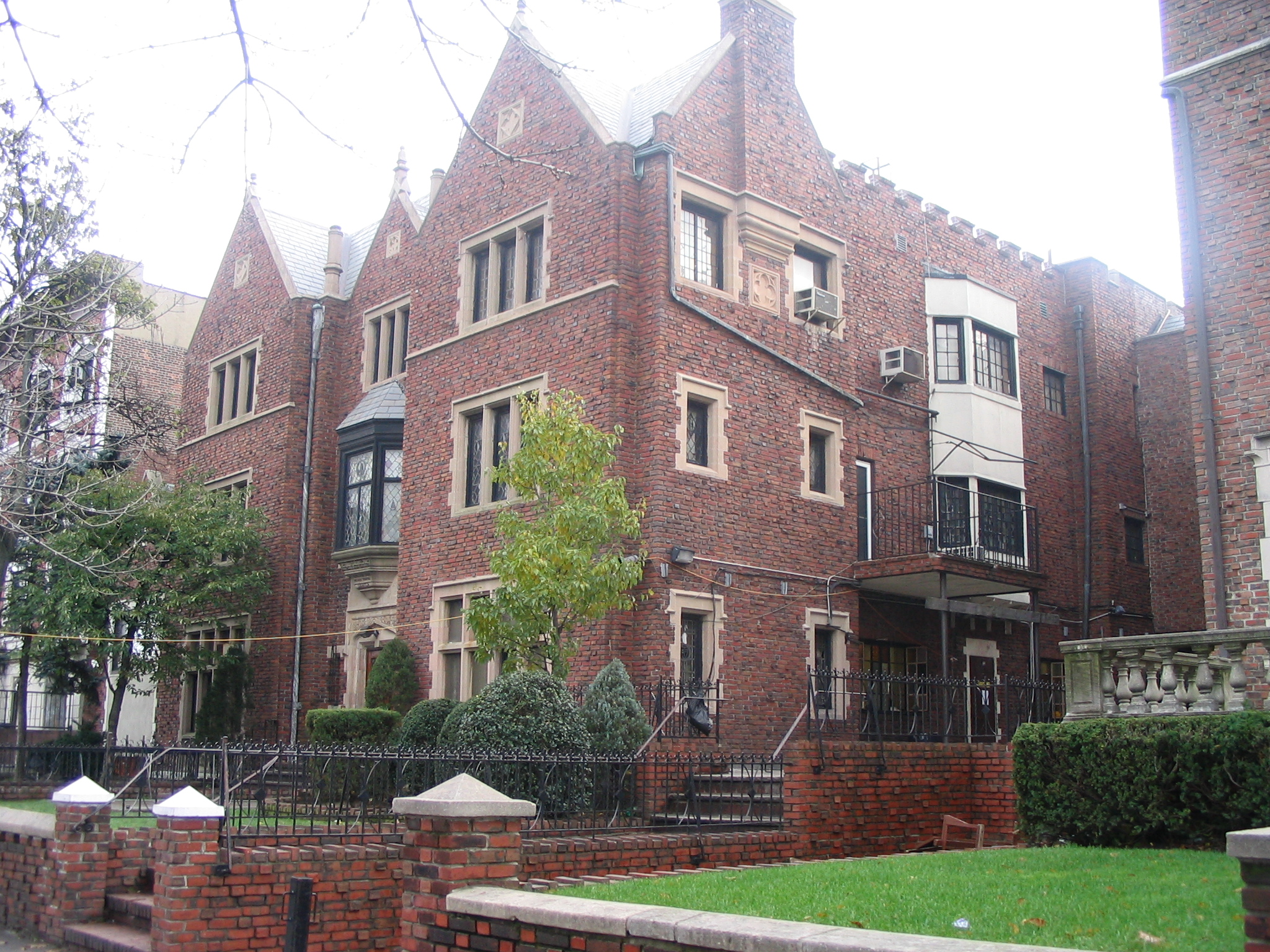
Истерн-Паркуэй 770 — всемирный центр Хабада

В Краун-Хайтс также проживают евреи — последователи любавичского ребе. Там же расположен дом 770 по Истерн-Паркуэй — всемирный центр движения Хабад, в этом здании был офис ребе, а по всему миру построены копии здания, основная из них в посёлке Кфар-Хабад в Израиле.

## Культура

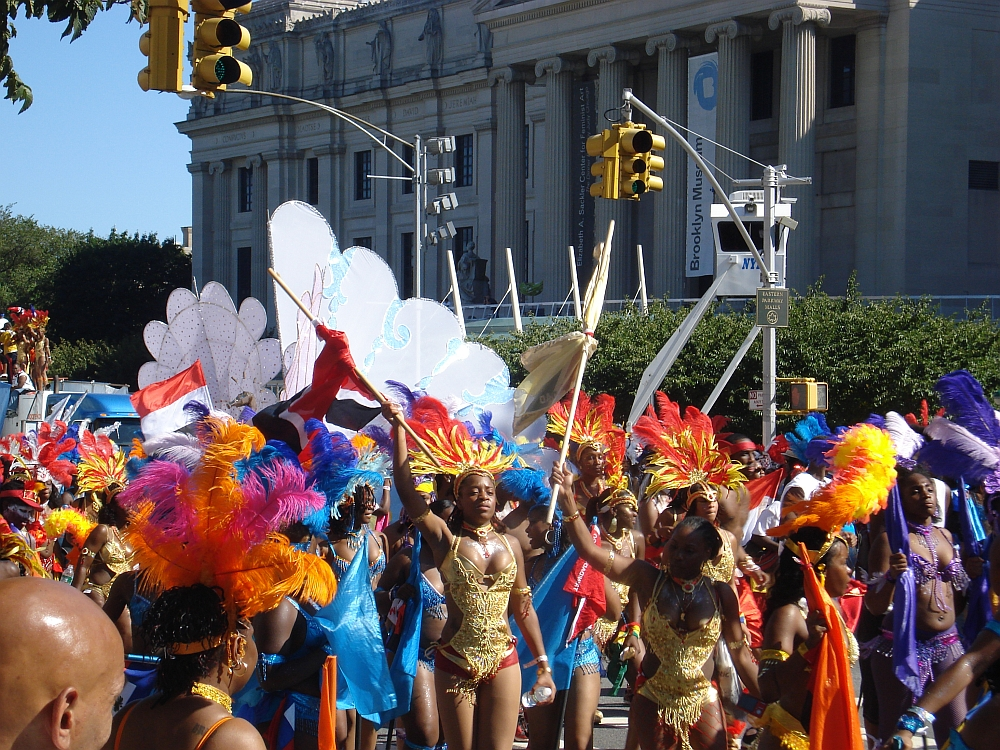
Парад вест-индской культуры в 2008 году

Среди заметных достопримечательностей и культурных заведений, расположенных в Краун-Хайтс: Бруклинский ботанический сад, Бруклинский музей, Бруклинская публичная библиотека, Еврейский детский музей и Бруклинский детский музей.
В Краун-Хайтс регулярно проводится парад вест-индской культуры. Он привлекает внимание миллионов зрителей.

## Общественный транспорт
Краун-Хайтс обслуживается маршрутами 2, 3, 4, 5 и S Нью-Йоркского метрополитена. По состоянию на апрель 2014 года в районе действовали автобусные маршруты B12, B14, B15, B17, B43, B44, B45, B46 и B65.